# Вівтар Одді
«Вівтар Одді» або «Коронування Богоматері» — вівтарна картина італійського художника доби Відродження Рафаеля. Виконана на замовлення Магдаліни Одді у 1502–1503 роках. Коли картина була готова, її разом із пределлою розмістили в церкві святого Франциска в Перуджі під ім'ям Перуджино.
До цього твору Рафаель виконав багато ескізів олівцем, у ньому помітний вплив Перуджино.

## Пределла
Пределла (італ. Predella) віваря складається із трьох картин розміром 27 × 50 см, на яких показані три епізоди з дитинства Христа:
- «Благовіщення» (ліворуч)
- «Поклоніння волхвів» (по центру)
- «Принесення до храму» (праворуч)